# Joan Ducas (megaduc)
Joan Ducas (grec: Ἰωάννης Δούκας, Ioannis Dukas; nascut cap al 1064 i mort abans del 1137) fou un membre de la nissaga dels Ducas, parent de l'emperador romà d'Orient Aleix I Comnè (r. 1081-1118) i destacat militar del seu regnat. Com a dux de Dirràquion, repel·lí els atacs serbis contra les possessions romanes a l'oest dels Balcans. Uns anys després, com a megaduc, escombrà els estols de l'emir turc Tzacàs del mar Egeu, sufocà revoltes a Creta i Xipre i reconquerí la major part de la costa occidental d'Anatòlia en nom de l'imperi.